# Patrick Bruun
Patrick Magnus Bruun, född 17 april 1920 i Helsingfors, död 30 juni 2007 i Åbo, var en finländsk historiker. Han var bror till Kettil Bruun och far till Christer Bruun och Patricia Bruun.
Bruun blev filosofie doktor 1953 och var 1952–1960 kulturredaktör och redaktionssekreterare vid Nya Pressen, forskare vid humanistiska kommissionen 1964–1965 och direktor för Finlands institut i Rom (Villa Lante) 1965–1968, där han ledde ett forskningsprojekt om Etruriens romanisering. Han var 1956–1972 docent i romersk numismatik vid Helsingfors universitet och var 1968–1983 professor i allmän historia vid Åbo Akademi, vars prorektor han var 1969–1975.
Bruun har som historiker koncentrerat sig på senantiken med numismatik som specialområde, vilket också var ämnet för hans doktorsavhandling. Inom hans i huvudsak engelskspråkiga produktion märks volymen Roman Imperial Coinage VII (om Konstantin den stores och Licinius myntemissioner) och tre studier över August Maximilian Myhrberg.